# جورج باركلي (لاعب كرة قاعدة)
جورج باركلي (بالإنجليزية: George Barclay)‏ هو لاعب كرة قدم أمريكية أمريكي، ولد في 16 مايو 1876 في ميلتون في الولايات المتحدة، وتوفي في 3 أبريل 1909 في فيلادلفيا في الولايات المتحدة.

## وصلات خارجية
- جورج باركلي على موقعبيزبول رفرنس.كوم (الدوري الرئيسي) (الإنجليزية)
- جورج باركلي على موقعبيزبول رفرنس.كوم (الدوري الثانوي) (الإنجليزية)